# Lygropia ochracealis
Lygropia ochracealis là một loài bướm đêm trong họ Crambidae.